# Lymeon montanus
Lymeon montanus är en stekelart som beskrevs av Vassil Tzankov och Alayo 1974. Lymeon montanus ingår i släktet Lymeon och familjen brokparasitsteklar. Inga underarter finns listade i Catalogue of Life.